# Alexi Murdoch
Alexi Murdoch (Londra, 27 dicembre 1973) è un musicista e cantautore inglese.

## Biografia
Nato a Londra da padre greco e madre franco-scozzese, vive in Grecia fino a 10 anni, quando la sua famiglia si trasferisce nuovamente in Scozia. Nel 1992 Alexi va a studiare alla Duke University e successivamente si trasferisce a Los Angeles con la sua ragazza. In questi anni Alexi guadagna una discreta popolarità quando un famoso DJ di Los Angeles, Nic Harcourt, inizia a trasmettere alcune sue canzoni sulla stazione radio KCRW. Tutto ciò attira l'industria musicale di L.A. che però viene ignorata da Murdoch che preferisce produrre la sua musica indipendentemente.

### Four Songs(2002-2005)
Nel novembre 2002, Alexi pubblica il suo primo lavoro, un EP intitolato Four Songs, venduto attraverso store indipendenti e sul sito CD Baby il quale vende 40.000 copia rendendolo il CD più venduto del sito. Grazie a questo inaspettato successo, Alexi guadagna una discreta fama e si esibisce nel 2003 al South by Southwest Music Conference e al Sundance Film Festival mentre l'anno successivo al Hollywood Reporter/Billboard Film & TV Music Conference. Nel mentre la sua Orange Sky (estratta da Four Songs) diventa la canzone maggiormente riprodotta dalla stazione radio di Philadelphia WXPN e viene inoltre inserita in diversi film e serie televisive come Prison Break, The O.C., Scrubs e Ugly Betty.

### Time Without Consequence(2006-2008)
Nel giugno 2006 Alexi pubblica il suo primo album, intitolato Time Without Consequence sotto la sua etichetta Zero Summer, con cui ottiene un grande successo di vendite.. Così come aveva fatto con il suo precedente EP, anche in questo caso Alexi declina le offerte di numerose case discografiche preferendo mantenere il pieno controllo creativo sulla sua musica. Nel disco vengono inseriti tre brani tratti da Four Songs e registrati nuovamente per l'occasione ed altre nuove tracce per un totale di 11 brani.
Poco dopo la pubblicazione dell'album, inizia un tour in 34 città con la Coalition of Independent Music Stores, con la maggior parte delle esibizioni tenute in negozi di musica indipendente. Anche per questo album, numerosi brani come All My Days, Breathe, Home, Orange Sky vengono utilizzati in film e serie TV, perlopiù statunitensi.
Nel Natale 2006, pubblica solo sugli store digitali una sua versione acustica del classico natalizio Silent Night.

### Towards The Sun(2009-2011)
Nella primavera del 2009, Murdoch parte per un tour negli Stati Uniti da headliner, nella quale distribuisce una versione limitata, stampata a mano, in cartone del suo nuovo album di prossima uscita intitolato Towards the Sun. Nel giugno successivo, esce la colonna sonora del film American Life (Away We Go il titolo originale), diretto da Sam Mendes, nella quale Alexi contribuisce con 8 suoi brani più uno inedito (The Ragged Sea); le altre 4 tracce della soundtrack sono di artisti come The Velvet Underground, Bob Dylan, George Harrison e The Stranglers. Successivamente tiene alcuni concerti in Europa di cui 2 a Berlino (dove tuttora vive) e nel febbraio 2011, si esibisce a New York nel contesto del prestigioso American Songbook Series e poco dopo parte per un tour in Nord America che tocca tra le tante città anche Filadelfia, Los Angeles, San Francisco, Seattle, Portland, Vancouver, Chicago e Minneapolis.
Sempre nel 2011, dopo una lunga attesa arriva l'uscita ufficiale del suo secondo album in studio Towards The Sun seguita da un tour che tocca anche l'Italia per una singola data all'Auditorium Parco Della Musica a Roma il 16 dicembre dello stesso anno.

## Influenze
Per il suo stile musicale, Murdoch è spesso comparato ad il britannico Nick Drake. Il suo folk è caratterizzato da pochi accordi, arpeggi trascinanti e ripetitivi, accompagnati spesso dal suono di qualche arco che accompagnano la sua voce calda, affiancata da humming e cori.

## Discografia

### Album in studio
- 2006 - Time Without Consequence
- 2009 - Away We Go (colonna sonora insieme a The Velvet Underground, Bob Dylan, George Harrison e The Stranglers[6])
- 2011 - Towards The Sun

### EP
- 2002 - Four Songs